# اورلاندو مریکل
اورلاندو مریکل تیمی در اتحادیه ملی بسکتبال زنان بود که در اورلاندو، فلوریدا مستقر بود. این تیم در فصل اتحادیه ملی بسکتبال زنان ۱۹۹۹ فعالیت خود را آغاز کرد. مریکل در سال ۲۰۰۳ به انکاسویل، کنتیکت منتقل شد و به تیم کنتیکت سان تبدیل گردید. مریکل به عنوان تیم رقیب و همشهری اورلاندو مجیک در لیگ ملی بسکتبال (NBA) بود.

## تاریخچه باشگاه
شهر اورلاندو در سال ۱۹۹۸ مجوز داشتن یک تیم را دریافت کرد و اورلاندو مریکل در فصل اتحادیه ملی بسکتبال زنان ۱۹۹۹ به میدان آمد.
مریکل در چهار سال فعالیت خود (۱۹۹۹–۲۰۰۲) عملکرد قابل توجهی داشت. این تیم تنها یک بار به پلی‌آف راه یافت، در سال ۲۰۰۰، و در دور اول به کلیولند راکرز باخت. در سال ۲۰۰۱، مریکل دچار افت شد، اما در مسابقات بازی‌های آل‌استار اتحادیه ملی بسکتبال زنان ۲۰۰۱ شرکت کرد. در سال ۲۰۰۲، مریکل رکورد ۱۶–۱۶ را ثبت کرد، اما به دلیل باخت در تساوی برای آخرین جایگاه پلی‌آف به ایندیانا فیور، نتوانست به پلی‌آف صعود کند. فصل ۲۰۰۲ آخرین فصل بازی مریکل در اورلاندو بود.

### جابه‌جایی به کنتیکت
پس از فصل اتحادیه ملی بسکتبال زنان ۲۰۰۲، NBA تمامی تیم‌های اتحادیه ملی بسکتبال زنان را به مدیران تیم‌ها فروخت. مالک مجیک، ریچ دی‌وس، تمایلی به نگه‌داشتن مریکل نداشت و گروه مالکیت محلی نیز به وجود نیامد. در ژانویه ۲۰۰۳، قبیله بومی موهگان در کنتیکت تیم را خرید.
مالکان جدید تیم را به انکاسویل، کنتیکت منتقل کردند و نام مستعار تیم را به «سان» تغییر دادند (اشاره به کازینوی موهگان سان قبیله). نام جدید و لوگوی تیم کنتیکت سان تداعی‌کننده نام و لوگوی دیگر تیم اتحادیه ملی بسکتبال زنان مستقر در فلوریدا، میامی سول، بود که همزمان با مریکل منحل شده بود.

### لباس‌ها
فصل (۱۹۹۹–۲۰۰۲): برای بازی‌های خانگی، پیراهن سفید با آبی در کناره‌ها و شانه‌ها و متن لوگوی مریکل به رنگ سفید روی سینه. برای بازی‌های خارج از خانه، پیراهن آبی با سفید در کناره‌ها و متن لوگوی مریکل به رنگ سفید روی سینه. لوگوی مریکل روی شورت‌ها قرار داشت.